# Văn hóa Tân Lạc
Văn hóa Tân Lạc (新樂文化) (5500-4800 TCN) là một nền văn hóa thời đại đồ đá mới ở đông bắc Trung Quốc, chủ yếu được phát hiện ở hạ du Liêu Hà thuộc tỉnh Liêu Ninh. Nền văn hóa này cho thấy các bằng chứng về việc canh tác kê và thuần hóa lợn. Di chỉ đặc trưng Tân Lạc thuộc khu Hoàng Cô của Thẩm Dương.
Di chỉ khu định cư cổ đại được phát hiện bên dưới một khối nhà ở cũ của một nhà máy điện, gọi là Tân Lạc túc xá. Khi người ta phát hiện ra đây là khu định cư của một nền văn minh chưa được biết đến, toàn bộ nền văn minh được đặt theo tên của di chỉ, tức văn minh Tân Lạc, Mặc dù các phát hiện gần đây ở các khu vực lân cận có tầm quan trọng rất lớn, đặc biệt là tại di chỉ ở Tân Dân, song tên gọi gốc vẫn phổ biến.
Năm 1973, cuộc khai quật tại di chỉ Tân Lạc đã phát hiện ra dấu tích của khoảng 40 ngôi nhà thời đại đồ đá mới. Các đồ tạo tác được phát hiện trong quá trình khai quật bao gồm các công cụ bằng đá, đồ gốm, ngọc, các công cụ bằng xương, mộc điêu và than tinh chế.
Năm 1978, một cuộc khai quật khác lại phát hiện được nhiều hiện vật hơn bao gồm một mộc điêu có niên đại khoảng 7.200 năm, có lẽ là một vật tổ được thị tộc thờ phụng. Không có phát hiện nào khác ở Thẩm Dương có niên đại lâu hơn, đây cũng là mộc điêu niên đại cổ nhất được phát hiện trên thế giới.
Khi khai quật, người ta cũng tìm thấy hai ngôi mộ Khiết Đan cách nay 1.000 năm.
Năm, 1984, Bảo tàng di chỉ Tân Lạc (新樂遺址博物館) được thành lập. Bảo thành được chia thành hai phần là bắc và nam. Phần phía nam trưng bày các hiện vật được khai quật từ các cuộc khai quật khác nhau và có diện tích 44 mẫu Anh (180.000 m2). Phần phía bắc bao gồm một ngôi làng Tân Lạc 7.000 năm trước được tái hiện, một số ngôi nhà có thể hiện cuộc sống từ 7.000 năm trước.
|  |  |  |
|  |  |  |